# میخائیل ولادیمیر

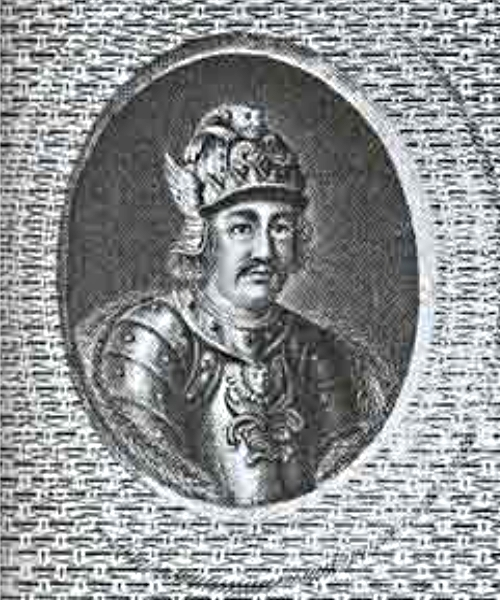

میخائیلکو یوریویچ (روسی: Михалко (Михаил) Юрьевич; اوکراینی: Михайло Юрійович) (درگذشته ژوئن 20, 1176)، شاهزاده تارچسک (1160s-1173)، شاهزاده بزرگ ولادیمیر - سوزدال (1175–1176) و پسر یوری دولگوروکی بود.
حدود سال 1162، بدستور آندری بوگولیوبسکی از سرزمین سوزدال خارج شد. از سال 1162 تا 1169 در اوستيور، شهری کوچک نزدیک چرنيگوف زندگی کرد، اما سپس به شهر تارچسك رفت. 
میخائیلکو که با مرگ برادرش گلب یوریویچ در سال 1172 توسط آندری برای سلطنت کیف منصوب شد، از تصاحب سلطنت امتناع ورزید و به جای آن برادر کوچکتر خود وسولود را به کیف فرستاد. وی در تورچسک توسط یکی دیگر از مدعیان کی یف ، شاهزاده روریک روستیسلاویچ محاصره شد، اما با او صلح کرد و تابع او شد و اجازه پیدا کرد پایتخت خود را به پریاسلاو منتقل کند. چندماه بعد (1173) با حمله آندری به روس جنوبی، روابط خود را با روریک قطع کرد و با برادرش بیعت کرد.

## حکومت در ولادیمیر
با مرگ آندری، وی جانشین او در ولادیمیر شد. اما به‌دلیل دمشنی بویارهای روستاف و سوزدال، که با ظهور ولادیمیر به کلی فراموش شده بودند، او را مجبور کرد تخت سلطنت را رها و به چرنیگوف عزیمت کند. شهروندان ولادیمیر به زودی از میخالکو یوریویچ خواستند تا به آنها در مبارزه با یاروپولک، پسر روستیسلاو یوریویچ کمک کند. وی برادرزاده آندری بوگولوبسکی را شکست داد و در سال 1175 تخت سلطنت ولادیمیر را به‌دست آورد.
او فقط یکسال حکومت کرد و درسال 1176 درگذشت و برادرش ولسود جانشینش شد.
از او یک دختر باقی ماند که در سال 1178 با شاهزاده چرنیگوف ولادیمیر سویاتوسلاویچ ازدواج کرد.

## اثر باستانی
در سال 2012، در محوطه باستانی ماردیش اول در رودخانه نرل در منطقه ولادیمیر، یک مهر سربی متعلق به میخائیل یورویچ کشف شد.